# Qahremānābād
Qahremānābād (persiska: قهرمان آباد) är en ort i Iran.   Den ligger i provinsen Nordkhorasan, i den nordöstra delen av landet, 600 km öster om huvudstaden Teheran. Qahremānābād ligger 1 272 meter över havet och antalet invånare är 435.
Terrängen runt Qahremānābād är platt åt sydväst, men åt nordost är den kuperad.Runt Qahremānābād är det ganska glesbefolkat, med 30 invånare per kvadratkilometer. Närmaste större samhälle är Esfarāyen, 17,2 km nordväst om Qahremānābād. Trakten runt Qahremānābād består i huvudsak av gräsmarker.